# Wonen onder de zon voor minder dan een ton
Wonen onder de zon voor minder dan een ton is een Nederlands televisieprogramma dat sinds 16 september 2024 acht weken wordt uitgezonden bij RTL 4 om 20.30 uur. De presentatie van het programma is in handen van Leonie ter Braak.
In het programma neemt Ter Braak Nederlanders die willen emigreren mee op een verkenningstocht door hun favoriete land om drie betaalbare huizen te bekijken. Inclusief een eventuele verbouwing mag de nieuwe woning niet meer dan 100.000 euro kosten. Ook volgt ze Nederlanders die al zo'n huis hebben gekocht en eigenhandig opknappen én bezoekt elke aflevering mensen die hun emigratiedroom al hebben waargemaakt.

## Trivia
Het programma wordt gezien als een soort mengelmoes tussen Droomhuis gezocht, Ik vertrek, Voor hetzelfde geld en Het roer om.